# 25074 Honami
25074 Honami è un asteroide della fascia principale. Scoperto nel 1998, presenta un'orbita caratterizzata da un semiasse maggiore pari a 2,3373679 UA e da un'eccentricità di 0,1680317, inclinata di 5,86822° rispetto all'eclittica.